# Zink (element)
Zink is een scheikundig element met symbool Zn en atoomnummer 30. Het is een blauw/wit overgangsmetaal.

## Ontdekking
Zinklegeringen worden al eeuwenlang gebruikt. In Palestina en het vroegere Transsylvanië zijn objecten gevonden die tot 87% zink bevatten en dateren uit 1400 v.Chr. Rond het jaar 1000 was men in India al in staat zink te smelten en gedeeltelijk te zuiveren. Aan het einde van de 14e eeuw konden Hindoestanen zink onderscheiden van de toen al bekende andere metalen. In de westerse wereld wordt de ontdekking van zink veelal toegeschreven aan de Duitser Andreas Sigismund Marggraf, die het in het jaar 1746 isoleerde door het mineraal calamien te reduceren met houtskool. De herkomst van de naam 'zink' is onduidelijk.
De reden dat men in Europa pas in de 18e eeuw zink leerde maken, terwijl messing ("geel koper"), een legering van koper en zink, al vele eeuwen bekend was, is gelegen in de moeilijkheid bij het bereiden van dit metaal. Zink wordt namelijk al bij betrekkelijk lage temperatuur (907 graden Celsius) gasvormig. In de ovens waarin zinkerts met koolstof verhit wordt, heeft het metaal dus de neiging om in gasvormige toestand met de uitlaatgassen te ontsnappen. Als evenwel een mengsel van kopererts en zinkerts gebruikt werd, loste de zinkdamp meteen in het vloeibare koper op. Daarom bood het maken van messing geen probleem. In India en China was al omstreeks 1100 ontdekt dat het metaal gewonnen kon worden door een relatief koud voorwerp (bijvoorbeeld een aardewerken pot) in de gasvormig zink bevattende uitlaatgassen te steken. De zinkdamp slaat dan op dit voorwerp neer. Zink werd in India al in de 13e eeuw uit het mineraal calamien gewonnen door het met organisch materiaal, zoals wol, te reduceren.
Uit de 14e eeuw zijn zinken munten bekend, waarschijnlijk geslagen in het hindoe-koninkrijk Kangra in Himachal Pradesh.
Tussen 1600 en 1750 werd zink (in betrekkelijk kleine hoeveelheden) uit India en China naar het op dit punt technologisch achtergebleven Europa geëxporteerd. De Luikse industrieel Jean-Jacques Dony vond rond het jaar 1800 een proces uit voor de productie van zuivere zink. Hij ging vervolgens de zinkmijn van Kelmis uitbaten. Museum Vieille Montagne in Kelmis brengt deze geschiedenis tot leven. Op andere plaatsen in oostelijk België werd ook zinkerts gewonnen, bijvoorbeeld bij de Mijnzetel van Blieberg.

## Toepassingen
In de industrie wordt zink veelal gebruikt in legeringen. Enkele belangrijke toepassingen zijn:
- Bescherming tegen corrosie door elektrolytisch of thermisch verzinken.
- Als legeringsmateriaal in messing, zilvernikkel, soldeertin.[1]
- In batterijen, bijvoorbeeld de zink-luchtbatterij.
- Als regenpijp, dakgoot en dakbedekking
- Als muntmetaal. De Amerikaanse cent bestaat sinds 1982 uit zink met een dun koperlaagje. Zowel in België als in Nederland werd zink in oorlogstijd gebruikt als goedkoop muntmetaal.
- In een balanceringsgewicht op de stalen velg van een auto. Het wordt vaak lood genoemd, het is echter zink dat als een milieuvriendelijker vervanger wordt gebruikt.
- Als kleurstof en pigment: zinkoxide wordt in de verfindustrie gebruikt als kleurstof; zinksulfide is een component van de witte pigmentstof lithopoon.[1]
- In de geneeskunde wordt zinkoxide gebruikt als werkzaam onderdeel van diverse zalven bij eczeem. Het heeft een indrogende, verkoelende en adstringerende (samentrekkende) werking. Zink wordt ook als voedingssupplement toegepast, waarbij verondersteld wordt dat het de afweer verbetert en de werking van virussen vermindert.
- Bij de bewerking van rubber wordt zinkoxide als katalysator gebruikt.
- In de organische chemie wordt dimethylzink (Zn(CH3)2) gebruikt voor verschillende syntheses.
- Zink is een belangrijk biologisch sporenelement.[1]
- De zink-zinkoxidecyclus of Zn/ZnO cyclus is een tweefasen-thermochemisch proces op basis van zink en zinkoxide voor de productie van waterstofgas met een typische efficiëntie van 40%.[3][4]

## Opmerkelijke eigenschappen
Het metaal is blauwig wit en redelijk stabiel aan de lucht, hoewel het roodheet kan branden. Het is een redelijk goede geleider en het is verhoudingsgewijs vrij vluchtig: het kookpunt ligt bij slechts 907 °Celsius. Zinkchemie wordt beheerst door de 3d104s2-configuratie van het metaal. De 3d-schil is vol en gedraagt zich bij zink voor het eerst geheel als binnenschil. Röntgenfoto-elektronenspectroscopie (XPS, X-ray Photoelectron Spectroscopy) laat zien dat de 3d-elektronen ongeveer 10 eV onder het Fermi-niveau liggen. Dientengevolge zijn alleen de twee 4s-elektronen beschikbaar voor wisselwerking met andere atomen en gedraagt het element zich als een post-overgangsmetaal (een hoofdgroepmetaal). Het oxidatiegetal is uitsluitend +2 en qua chemische eigenschappen lijkt het wat op magnesium, hoewel zink een stuk edeler is.

## Verschijning
De belangrijkste zinkhoudende ertsen zijn sfaleriet (zinkblende, ZnS), smithsoniet (een carbonaat), calamien (een silicaat) en frankliniet.

## Wereldproductie
| Topproducenten van zink 2019 | Topproducenten van zink 2019 | Topproducenten van zink 2019 |
| Positie                      | Land                         | Productie (miljoenen ton)    |
| ---------------------------- | ---------------------------- | ---------------------------- |
| 1                            | China                        | 4,21                         |
| 2                            | Peru                         | 1,40                         |
| 3                            | Australië                    | 1,33                         |
| 4                            | Verenigde Staten             | 0,75                         |
| 5                            | India                        | 0,72                         |
| 6                            | Mexico                       | 0,67                         |
| 7                            | Bolivia                      | 0,52                         |
| 8                            | Canada                       | 0,33                         |
| 9                            | Kazachstan                   | 0,30                         |
| 10                           | Rusland                      | 0,26                         |
| 11                           | Zweden                       | 0,24                         |
|                              | Brazilië                     | 0,16                         |

## Isotopen
| Stabielste isotopen | Stabielste isotopen | Stabielste isotopen      | Stabielste isotopen      | Stabielste isotopen      | Stabielste isotopen      |
| Iso                 | RA (%)              | Halveringstijd           | VV                       | VE (MeV)                 | VP                       |
| ------------------- | ------------------- | ------------------------ | ------------------------ | ------------------------ | ------------------------ |
| 64Zn                | 48,6                | stabiel met 34 neutronen | stabiel met 34 neutronen | stabiel met 34 neutronen | stabiel met 34 neutronen |
| 65Zn                | syn                 | 244,26 d                 | EV                       | 1,351                    | 65Cu                     |
| 66Zn                | 27,9                | stabiel met 36 neutronen | stabiel met 36 neutronen | stabiel met 36 neutronen | stabiel met 36 neutronen |
| 67Zn                | 4,1                 | stabiel met 37 neutronen | stabiel met 37 neutronen | stabiel met 37 neutronen | stabiel met 37 neutronen |
| 68Zn                | 18,8                | stabiel met 38 neutronen | stabiel met 38 neutronen | stabiel met 38 neutronen | stabiel met 38 neutronen |
| 70Zn                | 0,6                 | 5·1014 j                 | ??                       | 6,739                    | ??                       |
| 72Zn                | syn                 | 46,5 u                   | β−                       | 0,458                    | 72Ga                     |

In de natuur komt zink op aarde als vier stabiele isotopen voor: zink-64, -66, -67 en -68, waarbij zink-64 met 48,6% het grootste deel uitmaakt. Daarnaast kunnen er 22 radioactieve isotopen worden onderscheiden met halveringstijden variërend van enkele milliseconden tot ruim 244 dagen voor zink-65.

## Toxicologie, veiligheid en milieu
Metallisch zink is niet giftig, maar zinkoxiden dienen wel als giftig te worden beschouwd, deze kunnen metaalrookkoorts veroorzaken. Tevens zijn zinkionen in oplossing vrij giftig. Wanneer mensen te weinig zink binnen krijgen, kunnen ze een gebrek aan eetlust, afgenomen tastzin en reukzin, een traag wondherstel en huidpijnen ervaren. Zinktekorten kunnen zelfs tot geboorteafwijkingen leiden.
In de omgeving van zinkmijnen of andere zinkhoudende grond ontwikkelt zich soms een speciale plantengroei die zich aangepast heeft aan de hoge concentraties zink, de zinkflora. Een voorbeeld hiervan is het zinkviooltje.